# Хэй, Барри
Барри Эндрю Хэй (нидерл. Barry Andrew Hay, родился 16 августа 1948 в Файзабаде) — голландский музыкант и певец, лидер рок-группы Golden Earring.

## Биография
Родился в Индии. Переехал в 8-летнем возрасте в Амстердам (позднее перебрался в Гаагу). Летом 1967 года присоединился к группе Golden Earring, заменив Франса Крассенбурга, в которой выступает по сей день. Является автором обложек нескольких альбомов группы.
Помимо этого, Барри записал два сольных альбома: Only Parrots Frogs and Angels и Victory of Bad Taste. В 1994 году записал песню Sail Away to Avalon с группой Ayreon, сыграв в песне на флейте.
В 2001 году вернулся в Амстердам. Сейчас он озвучивает героев голландской версии мультсериала My Dad The Rock Star, автором которого является Джин Симмонс. Проживает на Кюрасао.